# Urszula (Sängerin)

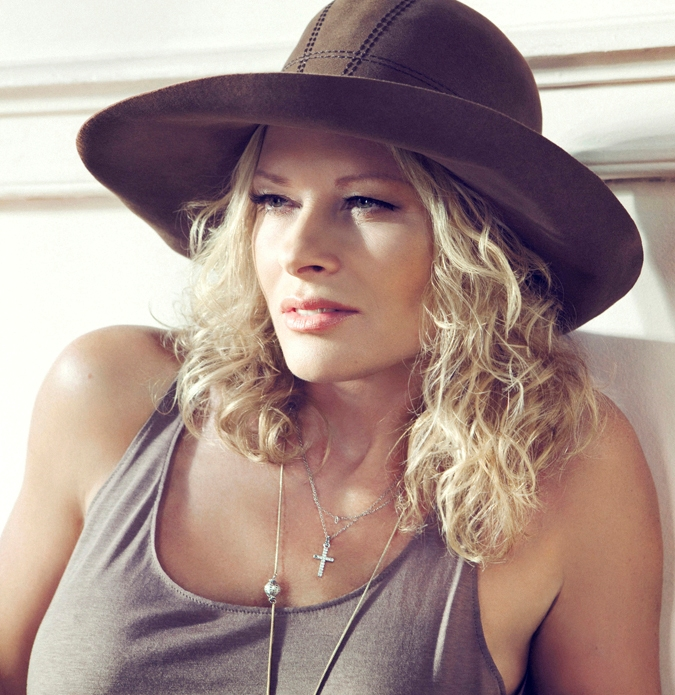
Urszula

Urszula Kasprzak (* 7. Februar 1960 in Lublin) ist eine polnische Rock-/Pop-Sängerin, die besser als Urszula bekannt ist.

## Leben und Wirken
Als Kind spielte Urszula Klavier und Akkordeon. Sie besuchte auch das Lubliner Lieder-Studium (Studium Piosenki). 1977 nahm sie als Amateur am Festival des sowjetischen Songs (Festiwal Piosenki Radzieckiej) in Zielona Góra teil. Sie gewann den Hauptpreis, den Goldenen Samowar, mit dem Lied Kopciuszek (Aschenputtel).
1978 nahm sie am Debütkonzert des in Polen berühmten Festivals des polnischen Liedes in Opole teil, ohne großen Erfolg.
Urszula hörte mit dem Singen auf und begann das Studium an der Maria-Curie-Skłodowska-Universität Lublin. Sie wurde 1980 zum Song Contest Festival nach Sopot eingeladen, um als Supporter mitzusingen. Zugleich nahm sie, zusammen mit dem späteren Frontman der Gruppe Klincz Ryszard Kniat, in Posen sechs Lieder auf. Sie unterstützte auch die Kinderlieder-Sängerin Majka Jeżowska im Chor bei Majkas erster Platte.
Der Jahreswechsel 1981/1982 war für Urszula durchbrechend. Romuald Lipko, der Frontman einer bis heute sehr beliebten Gruppe Budka Suflera komponierte für Urszula ein paar Lieder. Sie wurden am 15. Juni 1982 im Posener Studio des polnischen Rundfunks (Polskie Radio) aufgenommen: Fatamorgana ’82, Bogowie i demony (Götter und Dämonen) sowie Luz blues w niebie same dziury (Locker-Blues, Himmel voller Löcher). Mit Fatamorgana ’82, das im dritten Programms des Radios lief, stieg Urszula im Juli 1982 innerhalb einer Woche in die Charts des Senders.
In den Jahren 1983 bis 1987 arbeitete Urszula mit der Gruppe Budka Suflera zusammen. Es soll aber betont werden, dass sie niemals die Vokalistin der Gruppe war. Es hieß immer bei den Konzerten „Urszula und/in Begleitung von Budka Suflera“.
1983 kam die erste Platte Urszula heraus. Die junge Künstlerin war auch im Ausland erfolgreich: sie gewann den zweiten Platz auf dem Festival der Baltischen Staaten im schwedischen Karlsham, und sie bekam den Preis des Magazins Mlada fronta auf dem Festival Intertalent ’83 in Prag. Ihr Lied Dmuchawce, latawce, wiatr („Löwenzähne, Drachen, Wind“) wurde beim Wettbewerb des polnischen Radio und Fernsehens zum „Größten Hit des Jahres“.
1984 kam für Urszula ein Kinodebüt. Sie spielte sich selbst im Film Alabama von Ryszard Rydzewski. Zusammen mit Budka Suflera trug sie Lieder aus der Platte Malinowy król vor.
Im Frühjahr 1985 kam verspätet das für 1984 geplante zweite Album heraus - Malinowy Król („Himbeerefarbener König“). Im selben Jahr trat Urszula im Musical Żeglując w dobry czas von Katarzyna Gaertner sowie im Film Och Karol von Roman Załuski auf. Das Film-Lied Baw mnie (Amüsiere mich), gesungen zusammen mit Seweryn Krajewski, wurde zum nächsten Hit.
Im Jahre 1986 erschien das dritte Album Urszula 3. Auch in diesem Jahr spielte Urszula in einem Film – die Fernsehkrimiserie Na kłopoty Bednarski von Paweł Karpiński. Weiterhin lernte sie ihren künftigen Ehemann Stanisław Zybowski kennen.
Im Februar 1987 ging Urszula auf eine Tournee in die USA. Dort trat sie unter anderem im Beacon Theatre am Broadway, im Red Parrot (bekannte Disco in Manhattan), im polnischen Klub Polonez in Chicago, im Cardinale Club, sowie an Hochschulen in Philadelphia, Washington, D. C., Detroit, Chicago, New York und Boston auf. Sie brachte im selben Jahr ihren ersten Sohn Piotr zur Welt.
1988 kehrte Urszula nach Polen zurück und brachte 1989 die erste polnische CD der Unterhaltungsmusik The Best of Urszula & Budka Suflera heraus, die beim Rock Studio, New York, aufgenommen worden war. In Polen erschien noch ihre letzte Schallplatte Czwarty raz (Das Vierte Mal), die ohne Budka Suflera aufgenommen wurde. Urszulas Ehemann war der Produzent. Auf diesem Album singt Urszula zum ersten Mal ihre eigenen Texte. Im selben Jahr macht sie Musik mit der Gruppe Klincz.
1989 trat Urszula beim Konzert „Polska Promocja“ auf dem internationalen Song-Festival in Sopot auf – hier allerdings mit einer neuen Band Jumbo, deren Frontman ihr Ehemann Stanisław war.
Die Jahre 1990 bis 1994 verbrachte Urszula in den USA, wo sie für polnisches und amerikanisches Publikum auftrat. In Polen selbst geriet sie etwas in Vergessenheit. Die nächsten Alben erschienen in dieser Zeit: Urszula & Jumbo (1992) Best of Budka Suflera & Urszula (1992) sowie Greatest Hits of Urszula (1992) zum 10-jährigen Jubiläum der Künstlerin.
Ein Comeback gelang Urszula 1994, als sie die Gruppe Budka Suflera auf deren US-Tournee begleitete. Sie kam wieder nach Polen. Ihr neues Album Biała droga, vorgestellt am 21. März 1996 im Klub Tango, wurde enthusiastisch aufgenommen und schnell mit einer Goldenen Schallplatte, später mit Platin ausgezeichnet. Urszula trat in Oppeln und Sopot auf, nahm auch am Konzert „Przystanek Woodstock“ teil, das für 30.000 Zuhörer auf einem Flughafen bei Stettin veranstaltet worden war. Während der Auftritte sammelte sie Material für das Album Urszula akustycznie (Urszula - Akustisch), das am 6. Dezember 1996 seine Premiere feierte.
Das am 23. November 1998 vorgestellte Album Supernova wurde bald mit Platin dekoriert.
Am 26. April 2001 erschien die lang ersehnte LP Udar (Anfall). Am 25. August, während des Sopoter Festivals, wurde Urszula mit der Bernsteinnachtigal (Bursztynowy Słowik) geehrt, dem höchsten Preis den dieses Festivals vergeben kann.
Im November 2001 starb ihr krebskranker Mann Stanisław, Urszula setzte ihre Musikkarriere aber fort.
Am 17. Juni 2002 erschien das Doppelalbum The Best, das Urszula noch mit ihrem Mann zum 20. Jubiläum vorbereitet hatte. Dieses wurde mit einer Goldenen Schallplatte geehrt.
Vor Weihnachten 2002 erschien das erste Weihnachtslied-Album Urszulas – als Beilage zur Frauenzeitschrift Przyjaciółka.
Nach dem Tod des Ehemannes ging Urszula eine Beziehung mit Tomasz Kujawski ein, der im Mai 2003 Vater ihres zweiten Sohnes Szymon wurde.

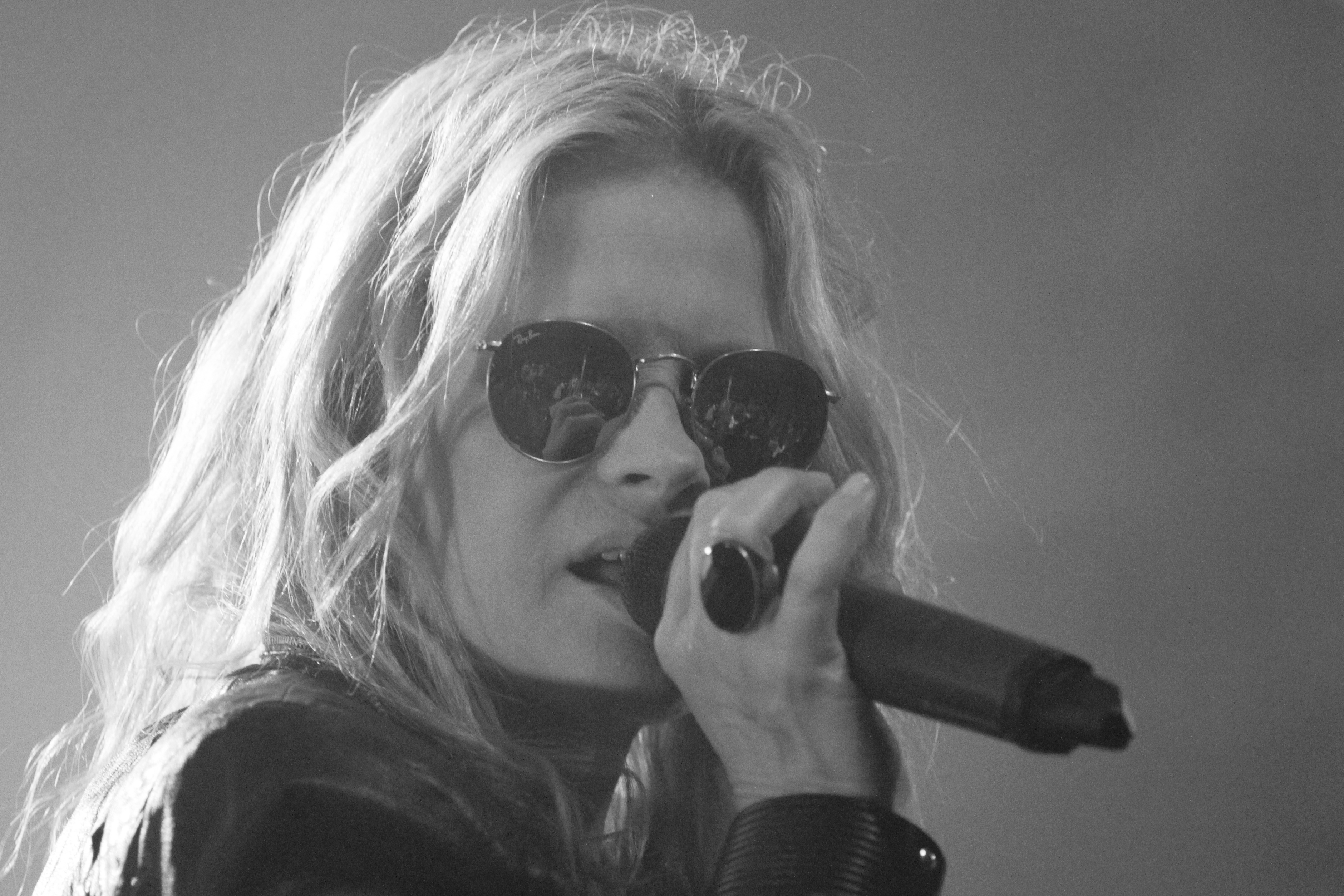
Urszula auf der Haltestelle Woodstock 2015

## Diskografie

### LPs

#### Schallplatte
1. Urszula – Savitor, 1983
2. Malinowy król – Polton, 1984
3. Urszula 3 – Arston, 1986
4. Czwarty raz – Muza, Polskie Nagrania, 1988

#### CD
1. The Best of Urszula & Budka Suflera – Rock Studio New York, 1989
2. Urszula & Jumbo – Polton, 1992
3. Best of Budka Suflera & Urszula – TA Music, 1992
4. Greatest Hits of Urszula – Rock Studio New York, 1992
5. Biała droga – Zic Zac, 1996 (PL: Platin)[1]
6. Urszula akustycznie – Zic Zac, 1996 (PL: Platin)
7. Supernova – BMG Poland, 1998 (PL: Platin)
8. Udar – BMG Poland, 2001
9. The Best – BMG Poland, 2002 (PL: Gold)
10. Gwiazdy XX wieku: Urszula, największe przeboje, część 1, BMG Poland, 2004
11. Gwiazdy XX wieku: Urszula, największe przeboje, część 2, BMG Poland, 2004
12. Dzis Juz Wiem – Universal, 2010 (PL: Gold)

#### Sonstige
1. Baw mnie – Pomaton EMI, 2003 (kein CD-Standard)

### Audiokassetten
1. Urszula – Polmark, 1983
2. Urszula – Polmark, 1984 (zawiera repertuar z płyty Malinowy król)
3. Urszula 3 – PZN, 1986
4. Czwarty raz – Muza, Polskie Nagrania, 1988
5. Urszula & Jumbo – Polton, 1992
6. Best of Budka Suflera & Urszula – New Abra
7. Greatest Hits of Urszula, vol. 1 – Phonex
8. Greatest Hits of Urszula, vol. 2 – Phonex
9. Greatest Hits of Urszula, vol. 3 – Phonex
10. Greatest Hits of Urszula, vol. 4, Special Edition – Phonex
11. Biała droga – Zic Zac, 1996
12. Urszula akustycznie – Zic Zac, 1996
13. Supernova Zic Zac, 1998
14. Udar – BMG Poland, 2001
15. The Best – BMG Poland, 2002
16. Baw mnie – Pomaton EMI, 2003

Singles (Schallplatten und CDs) werden hier nicht genannt.
Urszula kann man auch hören auf den Alben:
- Jak lodu bryła – Klincz i Urszula
- Playboy – Kayah & Urszula – Uwierz, to nie ja... (1997)
- RMF FM – Moja i Twoja muzyka (2003)
- Ladies (2003)
- M jak Miłość (2005)